# Distribución Bernoulli
En teoría de probabilidad y estadística, la distribución Bernoulli (o distribución dicotómica), nombrada así por el matemático suizo Jacob Bernoulli es una distribución de probabilidad discreta, dónde el valor {\displaystyle 1} (éxito) ocurre con la probabilidad {\displaystyle p} y el valor {\displaystyle 0} (fracaso) con la probabilidad {\displaystyle q=1-p}. 
Un experimento al cual se aplica la distribución de Bernoulli se conoce como Ensayo de Bernoulli o simplemente ensayo y la serie de esos experimentos como experimento Bernoulli.

## Definición
Si {\displaystyle X} es una variable aleatoria discreta que mide el "número de éxitos" y se realiza un único experimento con dos posibles resultados denominados éxito y fracaso, se dice que la variable aleatoria {\displaystyle X\,} se distribuye como una Bernoulli de parámetro {\displaystyle p\,} con {\displaystyle 0<p<1} y escribimos{\displaystyle X\sim \operatorname {Bernoulli} (p)}.

### Función de Probabilidad
Su función de probabilidad es
{\displaystyle \operatorname {P} [X=x]=p^{x}(1-p)^{1-x}\qquad x=0,1}
lo anterior es equivalente a escribir 
{\displaystyle \operatorname {P} [X=x]={\begin{cases}1-p&{\mbox{si }}x=0\\p&{\mbox{si }}x=1\end{cases}}}
en ocasiones también suele escribirse como
{\displaystyle \operatorname {P} [X=x]=px+(1-p)(1-x)\qquad x=0,1}

### Función de Distribución
La función de distribución acumulada de una variable aleatoria {\displaystyle X\sim \operatorname {Bernoulli} (p)} está dada por
{\displaystyle F(x)={\begin{cases}0&x<0\\1-p&0\leq x<1\\1&x\geq 1\end{cases}}}

## Propiedades
Si {\displaystyle X} es una variable aleatoria tal que {\displaystyle X\sim \operatorname {Bernoulli} (p)} entonces la variable aleatoria {\displaystyle X} cumple algunas propiedades.

### Media
Su media está dada por
{\displaystyle \operatorname {E} \left[X\right]=p}
Esta se demuestra fácilmente utilizando la definición de esperanza
{\displaystyle {\begin{aligned}\operatorname {E} [X]&=0\cdot \operatorname {P} [X=0]+1\cdot \operatorname {P} [X=1]\\&=p\end{aligned}}}
con lo anterior es fácil obtener una expresión para {\displaystyle \operatorname {E} [X^{2}]} pues
{\displaystyle {\begin{aligned}\operatorname {E} [X^{2}]&=\sum _{x=0}^{1}x^{2}p^{x}(1-p)^{1-x}\\&=p(1-p)^{1-1}\\&=p\end{aligned}}}

### Varianza
Teniendo {\displaystyle \operatorname {E} [X^{2}]} y {\displaystyle \operatorname {E} [X]} puede deducirse que la varianza de {\displaystyle X} está dada por
{\displaystyle {\begin{aligned}\operatorname {Var} \left[X\right]&=\operatorname {E} [X^{2}]-\operatorname {E} [X]^{2}\\&=p-p^{2}\\&=p\left(1-p\right)\end{aligned}}}

### Otras propiedades
El {\displaystyle n}-ésimo momento de la variable aleatoria {\displaystyle X} es
{\displaystyle \operatorname {E} \left[X^{n}\right]=p}
Su función generadora de momentos está dada por
{\displaystyle M_{X}(t)=1-p+pe^{t}}
Su función generadora de probabilidad está dada por
{\displaystyle G_{X}(t)=1-p+pt}
La función característica está dada por
{\displaystyle \varphi _{X}(t)=1-p+pe^{it}}
Moda
{\displaystyle M={\begin{cases}0&p<1/2\\0,1&p=1/2\\1&p>1/2\end{cases}}}
Asimetría (Sesgo)
{\displaystyle \gamma _{1}={\frac {q-p}{\sqrt {qp}}}}
Curtosis
{\displaystyle \gamma _{2}={\frac {6p^{2}-6p+1}{p(1-p)}}}
La Curtosis tiende a infinito para valores de {\displaystyle p} cercanos a 0 o a 1, pero para {\displaystyle p={\frac {1}{2}}} la distribución de Bernoulli tiene un valor de curtosis menor que el de cualquier otra distribución, igual a -2.

### Como caso particular de la distribución binomial
La distribución Bernoulli es un caso especial de la distribución binomial con {\displaystyle n=1}, esto es {\displaystyle \operatorname {Bernoulli} (p)\equiv \operatorname {Bin} (1,p)}.

## Distribuciones Relacionadas
- Si {\displaystyle X_{1},X_{2},\dots ,X_{n}} son {\displaystyle n} variables aleatorias independientes e identicamente distribuidas con {\displaystyle X_{i}\sim \operatorname {Bernoulli} (p)} entonces la variable aleatoria {\displaystyle X_{1}+X_{2}+\dots +X_{n}} sigue una distribución binomial con parámetros {\displaystyle n} y {\displaystyle p}, es decir

{\displaystyle \sum _{i=1}^{n}X_{i}\sim \operatorname {Bin} (n,p)}

## Ejemplos

### Ejemplo 1
Se quiere lanzar una moneda y obtener la probabilidad de que salga cruz, se trata de un solo experimento con dos resultados posibles: el éxito se considerará sacar cruz y valdrá {\displaystyle p=0.5}. El fracaso será que salga cara y vale {\displaystyle q=1-p=1-0.5=0.5}.
La variable aleatoria {\displaystyle X} mide el "número de cruces que salen en un lanzamiento" y sólo existirán dos resultados posibles: 0 (no salga cruz, es decir, salir cara) y 1 (salga cruz), por lo tanto, la variable aleatoria {\displaystyle X} se distribuirá como una Bernoulli con parámetro {\displaystyle p=0.5}, es decir, {\displaystyle X\sim \operatorname {Bernoulli} (0.5)}, por lo que
{\displaystyle {\begin{aligned}\operatorname {P} [X=0]&=f(0)=0.5^{0}0.5^{1}=0.5\\\operatorname {P} [X=1]&=f(1)=0.5^{1}0.5^{0}=0.5\end{aligned}}}

### Ejemplo 2
Se lanza un dado y se quiere hallar la probabilidad de que salga un 6.
Cuando lanzamos un dado tenemos 6 posibles resultados:
{\displaystyle \Omega =\{1,2,3,4,5,6\}}
Estamos realizando un único experimento (lanzar el dado una sola vez).
Se considera éxito sacar un 6, por lo tanto, la probabilidad según la Regla de Laplace (casos favorables dividido entre casos posibles) será 1/6.
{\displaystyle p=1/6}
Se considera éxito sacar un 6, por tanto, se considera fracaso sacar cualquier otro resultado.
{\displaystyle q=1-p=1-1/6=5/6}
La variable aleatoria X medirá "número de veces que sale un 6", y solo existen dos valores posibles, 0 (que no salga 6) y 1 (que salga un 6).
Por tanto, la variable aleatoria X se distribuye como una Bernoulli de parámetro {\displaystyle p} = 1/6
{\displaystyle X\sim \operatorname {Bernoulli} (1/6)}
La probabilidad de que obtengamos un 6 viene definida como la probabilidad de que X sea igual a 1.
{\displaystyle P(X=1)=f(1)=(1/6)^{1}*(5/6)^{0}=1/6=0.1667}
La probabilidad de que NO obtengamos un 6 viene definida como la probabilidad de que X sea igual a 0.
{\displaystyle P(X=0)=f(0)=(1/6)^{0}*(5/6)^{1}=5/6=0.8333}